# Liwang (Rolpa)
Liwang (Nepali लिवाङ) ist eine Stadt (Munizipalität) im Distrikt Rolpa in West-Nepal.
Liwang liegt oberhalb des Flusstals eines linken Nebenflusses des Rapti auf einer Höhe von 1310 m. Liwang ist Sitz der Distriktverwaltung. Eine Straße führt in südöstlicher Richtung nach Mijhing und weiter ins untere Flusstal des Rapti. Der kleine Flugplatz Rolpa Airport befindet sich 12 km Luftlinie östlich von Liwang.
Die Stadt Liwang entstand Ende 2014 durch Zusammenschluss der beiden Village Development Committees (VDCs) Liwang und Khumel.
Das Stadtgebiet umfasst 75,9 km².

## Einwohner
Im Jahr 2001 hatte Liwang 8425 Einwohner. Bei der Volkszählung 2011 betrug die Einwohnerzahl 10.417 Einwohner.
Einschließlich Khumel betrug die Einwohnerzahl 2011 13.477 (davon 6170 männlich) in 3255 Haushalten.